# The Breeders
The Breeders sono un gruppo musicale alternative rock statunitense, fondato nel 1988 da Kim Deal dei Pixies e Tanya Donelly delle Throwing Muses.
Il gruppo, che nel corso del tempo ha effettuato un certo numero di cambiamenti nella formazione, è attualmente composto da Kim Deal (voce e chitarra), da sua sorella gemella Kelley Deal (chitarra e cori), da Jim Macpherson (batteria e percussioni) e Josephine Wiggs (basso).

## Storia

### Formazione
Il primo nucleo dei Breeders si forma nel 1988 quando, ancora impegnata come bassista dei Pixies ma lasciata ai margini nella composizione musicale del gruppo dal frontman Black Francis, Kim iniziò a concepire l'idea di riprendere in mano il suo primo strumento (la chitarra) e di dare vita ad un possibile progetto parallelo assieme a Tanya Donelly, chitarrista delle Throwing Muses
La Deal iniziò quindi a scrivere nuovo materiale durante il tour promozionale dei Pixies, post-Surfer Rosa e poi, con l'aiuto di quattro batteristi e del bassista Ray Halliday, la coppia registrò un breve demo tape con tre brani ("Lime House", "Doe" e "Only in 3's") e lo inviò a Ivo Watts-Russell, boss dell'etichetta 4AD che, dopo aver ascoltato il nastro offrì un contratto alla band per la registrazione di un album e diede alla band un budget di 11.000 dollari

### Pod (1990–91)
Nel 1990, quindi, durante il primo periodo d'interruzione dell'attività con i Pixies, la Deal e la Donelly, assieme alla bassista Josephine Wiggs, all'ex batterista degli Slint Britt Walford e al violinista Carrie Bradley diedero principio alla nuova band, chiamata The Breeders (come quella formata con la gemella Kelley durante l'adolescenza). L'album di debutto, Pod, contenente per lo più materiale scritto dalla stessa Deal, venne registrato in due settimane nel dicembre 1989 ad Edimburgo, in Scozia, da Steve Albini e pubblicato, nel maggio del 1990, dalla 4AD e, anche se non ebbe un enorme successo commerciale, ricevette molte recensioni positive da parte della critica specializzata.

### Safari e Last Splash (1992–94)
Dopo l'uscita di Pod, i vari componenti della band ritornarono ai loro vari progetti principali e, solo nel 1991, in un periodo di inattività con i Pixies, Kim Deal riprese a scrivere nuovo materiale per i Breeders coinvolgendo anche la sorella Kelley Deal (alla chitarra). A quel punto, la band era oramai quasi diventata a tempo pieno per le due sorelle e, nel 1992, venne invitata ad aprire i concerti dei Nirvana nel loro tour europeo. Dopo la registrazione dell'EP Safari, alla fine del 1991, la Donelly lasciò la band per formare le Belly.
Dopo lo scioglimento dei Pixies, nel 1993, Kim Deal riprese l'attività con i Breeders per registrare, presso il Refraze Recording Studio di Dayton, nell'Ohio, il loro secondo album Last Splash, pubblicato nel mese di agosto del 1993 ottenendo un grande successo di critica e di pubblico, tanto da guadagnare il disco di platino ad un anno dalla sua uscita. Tre singoli vennero estratti dall'album, tra cui Cannonball, che raggiunse il numero 2 della Alternative Songs, la classifica della celebre rivista Billboard.. Nell'autunno del 1993 partecipano al tour di In Utero dei Nirvana.
Nel 1994, dopo l'uscita dell'EP Head to Toe e l'esibizione sul palco principale del festival Lollapalooza, il gruppo decise di prendersi un lungo periodo di pausa per permettere a Kelley Deal (sorella gemella di Kim) di iniziare un periodo di riabilitazione a causa della dipendenza da eroina.

### Title TK (2001–02)

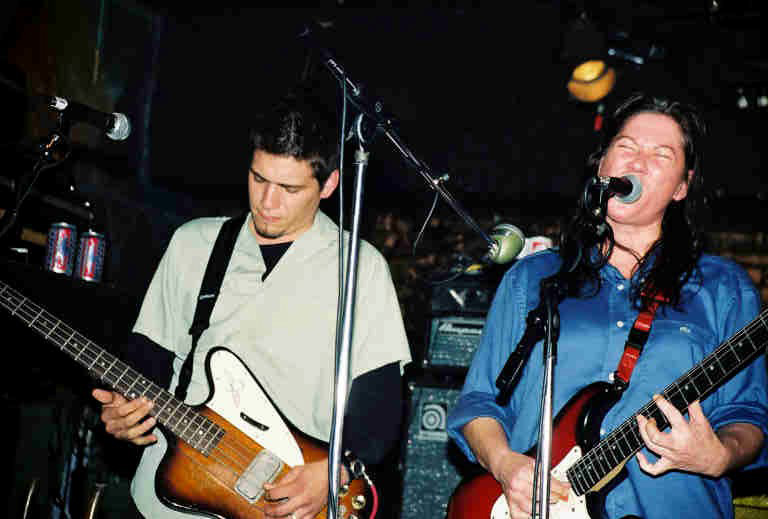
In concerto a Portland nel 2004

Nel 2001, le sorelle Deal reclutarono nuovi musicisti per suonare diversi spettacoli dal vivo, e subito dopo tornarono in studio con il chitarrista Richard Presley, il bassista Mando Lopez e il batterista Jose Medeles per registrare il terzo album dal titolo Title TK (TK sta per "to come" ed è un'espressione editoriale utilizzata, quando si modificano bozze, per indicare informazioni mancanti), prodotto da Steve Albini.

### Mountain Battles e Fate to Fatal (2008–10)
Nel 2008 esce anche un quarto disco, intitolato Mountain Battles, seguito, poi, dall'EP Fate to Fatal pubblicato il 21 aprile 2009 e che contiene anche una cover di Bob Marley ("Chances Are") e "Last Time", cantata da Mark Lanegan.

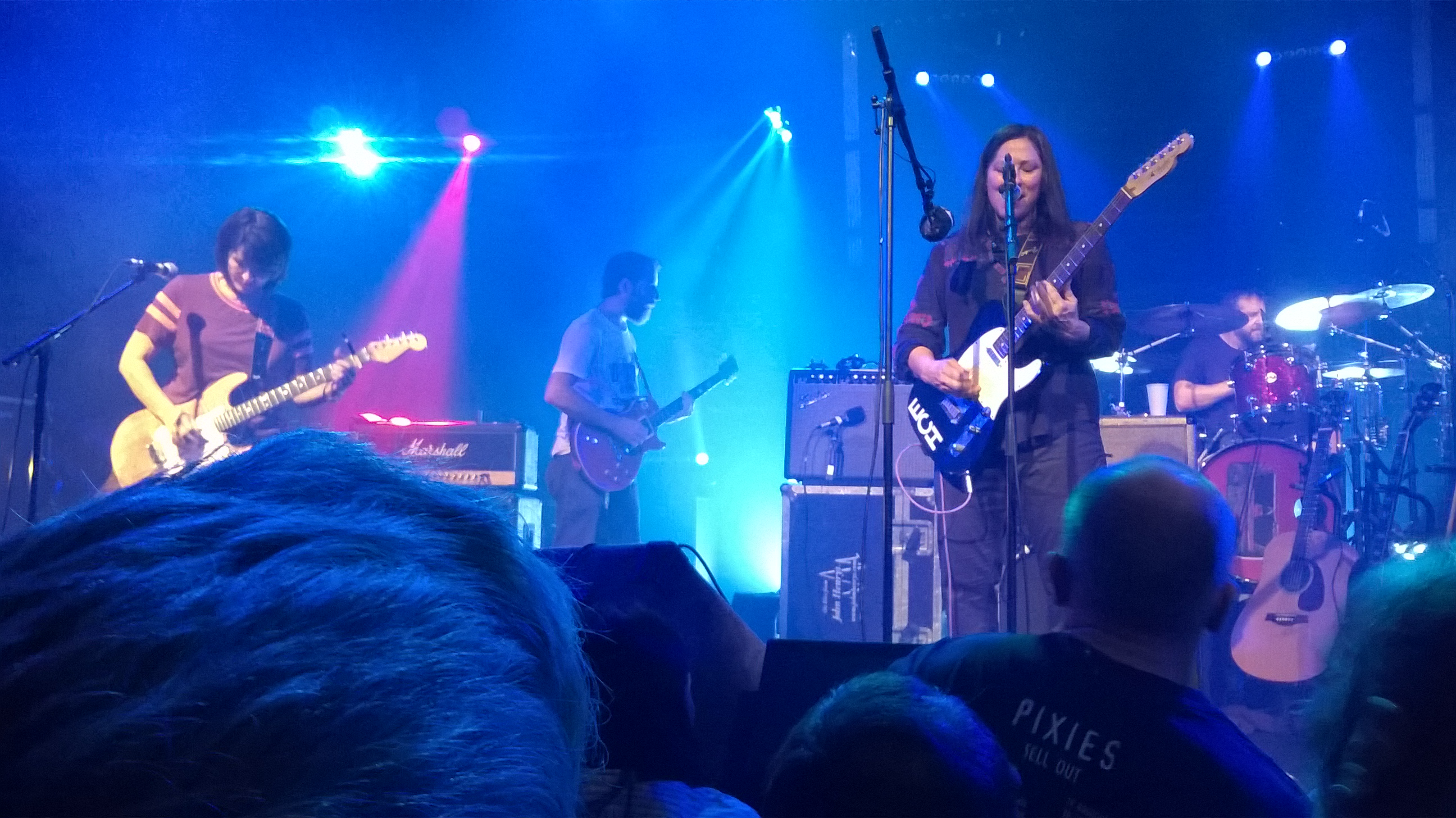
The Breeders in concerto a Parigi nel 2017

### LSXX e All Nerve (2012–2018)
Nel 2012 il gruppo si ricompatta nella line-up di Last Splash e annuncia un tour per celebrare il ventesimo anniversario dell'album uscito nel 1993 che viene ristampato con il titolo LSXX.
Nell'ottobre 2017 la band pubblica il singolo Wait in the Car. Il brano, scritto da Kim Deal e Richard Presley, segna il ritorno ufficiale del gruppo dopo circa otto anni. Il 2 marzo 2018 la band pubblica il suo nuovo disco intitolato All Nerve.

## Formazione

### Formazione attuale
- Kim Deal - voce e chitarra
- Kelley Deal - voce e chitarra
- Josephine Wiggs - basso
- Jim MacPherson - batteria

### Ex componenti
- Tanya Donelly – chitarra, voce (1989–1992)
- Carrie Bradley – violino (1989–1991, 1996–1997)
- Britt Walford – batteria (1989–1992)
- Nate Farley – chitarra (1996–1997)
- Luis Lerma – basso (1996–1997)
- Richard Presley – chitarra (2001–2003)
- Mando Lopez – basso (2001–2003, 2008–2012)
- Jose Medeles – batteria (2001–2003, 2008–2012)

## Discografia

### Album in studio
- 1990 - Pod (4AD)
- 1993 - Last Splash (4AD)
- 2002 - Title TK (4AD)
- 2008 - Mountain Battles (4AD)
- 2018 - All Nerve (4AD)

### Album dal vivo
- 1990 - Peel Session
- 1994 - Live In Stockholm

### EP
- 1992 - Safari (4AD)
- 1994 - Head to Toe (4AD)
- 2009 - Fate to Fatal (Period Music)

### Singoli
- 1993 - Cannonball (4AD)
- 1993 - Divine Hammer (4AD)
- 1994 - Saints (4AD)
- 2002 - Off You (4AD)
- 2002 - Huffer (4AD)
- 2002 - Son of Three (4AD)
- 2008 - Bang On
- 2008 - We're Gonna Rise
- 2008 - Walk It Off
- 2017 - Wait in the Car